# L'Adoració dels Reis Mags (etapa veneciana)
L'Adoració dels Reis Mags és la temàtica de dues obres d'El Greco, realitzades durant la seva estada a Venècia. Consten amb els números X-2 i X-3 en el catàleg raonat d'obres d'aquest pintor, realitzat pel seu especialista, Harold Wethey

## Introducció
Mentre l'Adoració dels pastors és una de les temàtiques preferides i més treballades per El Greco al llarg de la seva vida, l'Adoració dels Reis Mags és un tema raríssim dins el seu corpus artístic. No ha arribat fins a l'actualitat cap obra d'aquest tema pertanyent a la seva etapa espanyola, i només coneixem aquestes dues taules de l'etapa veneciana, i l'L'Adoració dels Reis Mags (Museu Benaki)
Aquestes taules havien estat molt discutides, sobre si eren o no obra d'El Greco. Finalment, al considerar que el Tríptic de Módena era una peça seva, ha prevalgut el criteri d'incloure-les dins el catàleg de les seves obres.

## Tema
L'Adoració dels Reis Mags és un episodi que només està relatat a l'Evangeli segons Mateu,［Mt 2:1-12］. Si bé Mateu explica que els Mags van trobar el Nen Jesús seguint una estrella, i li varen regalar or, encens, i mirra i el varen venerar, no esmenta el nombre de mags, ni el seu nom, ni llur ètnia ni la seva procedència. Tanmateix, la iconografia ha desenvolupat considerablement aquests elements, seguint tradicions posteriors.

## Anàlisi de l'obra

### Versió del Museu Soumaya
Pintura a l'oli, sobre taula: 51 x 42, 8 cm.; Museu Soumaya, Ciutat de Mèxic.
Aquesta taula, de gran significació al·legòrica, mostra un escenari palati, on els Reis d'Orient celebren el naixement del Nen Jesús. La figura central de la composició és la Verge Maria, que té el Nen delicadament als seus braços. El Nen estén la seva mà dreta per rebre els regals que se li presenten. Un dels Reis, prostrat en reverència, ha posat la seva Corona a terra, per emfatitzar la jerarquia divina de Jesús. La tradició assenyala que el nombre de Reis assenyala les tres edats de l'home i/o als tres continents coneguts fins aquell moment.

### Versió del Museu Lázaro Galdiano
Pintura a l'oli, sobre taula: 45 x 52 cm.; Museu Lázaro Galdiano, Madrid.
Aquesta obra anteriorment era atribuïda a Pietro Marescalchi (1522–1589). Els colors vermells de la túnica de la Verge, del vestit de Sant Josep, i del mantell del Rei negre, són inusuals en el corpus pictòric d'El Greco. A la part esquerra, tant la vestimenta de color verd del Rei com els joves genets, són interessants detalls venecians. El genet més proper porta un trajo rosat i munta un cavall blanc, i s'assembla al d'una Epifania de Ticià, del Museu del Prado. Algunes zones de les vestimentes han estat lleugerament restaurades, especialment els reflexos blancs i la capa de vernís, que era massa espessa.